# Praetorians
Praetorians es un videojuego desarrollado por Pyro Studios en 2003 para la plataforma PC.

## Introducción
Praetorians es un juego de estrategia en tiempo real 3D desarrollado por Pyro Studios, basado en las campañas de Julio César.
Su sistema de juego es totalmente diferente a la de cualquier juego que se le pudiera parecer, ya que se eliminan las molestas construcciones sin final y se centra totalmente en la estrategia militar. Puesto que las tropas salen en grupos numerosos podremos comenzar pronto la batalla sin necesitar la recolección de recursos, incluso aunque no tengamos ningún pueblo y, por lo tanto, no tengamos la población necesaria para poder "construir" las unidades que queramos.En 24 de enero de 2020 Torus Games desarrolló un remaster y Kalypso Media lo editó y distribuyó.

## Modos de juego

### Campaña
El modo principal de juego es el modo campaña en la que combatiremos en un principio con los romanos contra sí mismos en las guerras civiles y contra los atèos y bárbaros. El modo campaña tiene 3 niveles de dificultad y unas 24 misiones de las cuales las primeras son tutoriales de aprendizaje. Entre las misiones nos deleitaremos con excelentes vídeos precampaña. Este modo de juego hace referencias constantes a la vida de Tito Labieno, uno de los lugartenientes de Julio César.

### Escaramuza
El modo escaramuza nos permite luchar con la civilización que queramos elegir entre romanos, bárbaros y egipcios (versión sin mod) en diferentes mapas con hasta 7 jugadores controlados por la CPU.

### Multijugador
Igual que el modo escaramuza, sólo que por medio de nuestra IP o GameSpy Arcade podremos jugar hasta 8 personas o CPU's en los diversos mapas dando así más vida al juego y sus múltiples estrategias que cada jugador podrá llevar a cabo para derrotar a sus enemigos. Normalmente se suele jugar entre 2 equipos, aunque hay más posibilidades.

## Civilizaciones

### Los romanos
Los romanos son la civilización principal del modo campaña, y por tanto es la primera que utilizaran los usuarios que comiencen a jugar en este modo. Es la civilización más manejable aunque tiene sus ventajas e inconvenientes. La velocidad de las tropas es media a lenta debido a sus formaciones. Sus unidades suelen salir en grupos de 30 y es la civilización más adiestrada militarmente en formaciones ofensivas y defensivas. Su unidad estrella son los Pretorianos, la mejor unidad defensiva del juego. Los legionarios son la única fuerza romana que no puede cruzar por ríos.
| Unidad                | NºSoldados | Salud   | Honor | Tiempo(s) | Habilidad                           | Población |
| --------------------- | ---------- | ------- | ----- | --------- | ----------------------------------- | --------- |
| Infantería Aux.       | 30         | 1000    | 0     | 30        | Construir,reparar/Arrojar pilum     | 30        |
| Legionarios           | 30         | 2000    | 0     | 75        | Form. tortuga/Arrojar pilum         | 30        |
| Arqueros Aux.         | 30         | 1000    | 0     | 60        | Form. estacionaria                  | 30        |
| Lanceros              | 30         | 1500    | 0     | 49        | Form. Estacionaria/Form. Protección | 30        |
| Équites               | 12         | 3000    | 1     | 69        |                                     | 24        |
| Caballería Arquera    | 16         | 2000    | 1     | 60        |                                     | 32        |
| Gladiadores           | 16         | 2000    | 2     | 90        | Arrojar red                         | 48        |
| Honderos Baleares     | 16         | 2000    | 2     | 90        | Dañar vigor (pasivo)                | 48        |
| Pretorianos           | 16         | 3000    | 2     | 90        |                                     | 48        |
| Médico                | 1          | 1000    | 0     | 5         | Curar/Curar enfermedades            | 5         |
| Centurión (1)         | 1          | 1000(2) | 0     | 3         | Recuperación extra de vigor         | 1         |
| Explorador con águila | 1          | 100     | 0     | 5         | Enviar águila/Llamar águila (3)     | 5         |
| Explorador con lobo   | 1          | 100     | 0     | 5         | Enviar lobo/Llamar lobo (3)         | 5         |

### Los bárbaros
Los bárbaros son una civilización bastante rápida y fuerte, teniendo ventaja en los bosques con la caballería germana y sus picas. Sus unidades se forman normalmente en grupos de 16 aunque son más fuertes individualmente que los romanos. Los guerreros son la única fuerza bárbara que no puede cruzar por ríos.
| Unidad                | NºSoldados | Salud   | Honor | Tiempo(s) | Habilidad                        | Población |
| --------------------- | ---------- | ------- | ----- | --------- | -------------------------------- | --------- |
| Infantería            | 16         | 1500    | 0     | 32        | Construir,reparar/Arrojar hachas | 32        |
| Guerreros             | 16         | 2900    | 0     | 74        | Arrojar Boleadoras               | 32        |
| Tiradores             | 16         | 1500    | 0     | 60        | Form. estacionaria               | 30        |
| Piqueros              | 16         | 2250    | 0     | 50        | Form. Estacionaria               | 32        |
| Nobles                | 12         | 3000    | 1     | 60        |                                  | 24        |
| Arqueros Montados     | 16         | 2000    | 1     | 60        |                                  | 32        |
| Caballería Germana    | 16         | 3000    | 2     | 90        | Carga empaladora                 | 48        |
| Cazadores             | 16         | 2500    | 2     | 90        | Frenesí/Emboscada                | 48        |
| Guerreros Nórdicos    | 16         | 3500    | 2     | 90        |                                  | 48        |
| Druida                | 1          | 1000    | 0     | 5         | Curar/Cegar tropa                | 5         |
| Jefe(1)               | 1          | 1000(2) | 0     | 3         | Robar vigor                      | 1         |
| Explorador con águila | 1          | 100     | 0     | 5         | Enviar águila/Llamar águila (3)  | 5         |
| Explorador con lobo   | 1          | 100     | 0     | 5         | Enviar lobo/Llamar lobo (3)      | 5         |

### Los egipcios
Los egipcios son muy rápidos en la creación de nuevas unidades y en el avance al principio de la partida. Sus unidades salen en grupos de 16 y en un corto espacio de tiempo, aunque son los menos fuertes, dos grupos de 16 se podría igualar una formación de otra raza. El manejo de estos es el más complicado, pues hay que usar más grupos de unidades y por ello y su sistema estratégico basado en la creación de ilusiones por parte de los oficiales egipcios no es la más adecuada para los iniciados en este juego.
| Unidad                | NºSoldados | Salud   | Honor | Tiempo(s) | Habilidad                                           | Población |
| --------------------- | ---------- | ------- | ----- | --------- | --------------------------------------------------- | --------- |
| Esclavos              | 16         | 1000    | 0     | 16        | Construir,reparar/Construcción(+rápidos, baja vida) | 16        |
| Soldados              | 16         | 2000    | 0     | 32        | Rezar(+vigor)                                       | 16        |
| Arqueros              | 16         | 1000    | 0     | 32        | Form. estacionaria/Rezar                            | 16        |
| Guardias              | 16         | 1500    | 0     | 26        | Form. Estacionaria/Rezar                            | 16        |
| Jinetes a Camello     | 12         | 3000    | 1     | 69        |                                                     | 24        |
| Jinetes Arqueros      | 16         | 2000    | 1     | 60        |                                                     | 32        |
| Arqueros Nubios       | 16         | 2000    | 2     | 90        | Envenenar                                           | 48        |
| Caballería Parta      | 16         | 2500    | 2     | 90        | Tiro en movimiento                                  | 48        |
| Carros de Guerra      | 8          | 4000    | 2     | 90        |                                                     | 48        |
| Sacerdote             | 1          | 1000    | 0     | 5         | Curar/Aura Vigor                                    | 5         |
| Oficial(1)            | 1          | 1000(2) | 0     | 3         | Espejismo                                           | 1         |
| Explorador con águila | 1          | 100     | 0     | 5         | Enviar águila/Llamar águila (3)                     | 5         |
| Explorador con lobo   | 1          | 100     | 0     | 5         | Enviar lobo/Llamar lobo (3)                         | 5         |

1-Se crean a partir de una unidad de alguna tropa, ascendiendo cuando el nivel de ejército lo haga posible.
2-Los centuriones así como los jefes bárbaros y egipcios van ganando experiencia en combate incrementando así su salud máxima hasta un límite.
3-Las habilidades "Llamar águila" y "Llamar lobo" solo están disponibles una vez se han enviado el águila y el lobo, respectivamente.

### Unidades Genéricas
Las unidades genéricas para las 3 civilizaciones son:

#### Unidades de exploración
Estas unidades están formadas por un hombre y un animal; el lobo es capaz de adentrase en los bosques y revelar lo que en ellos se encuentra sin necesidad de entrar en el propio bosque, mientras que el águila es capaz de sobrevolar el terreno, estos animales no pueden morir pero sí lo puede hacer el explorador, que como particularidad posee una visión superior a cualquier tropa del juego. Los animales volverán con su dueño automáticamente si son atacados (halcón) o alguna tropa enemiga se acerca demasiado (lobo).
- Explorador con halcón
- Explorador con lobo

#### Construcciones genéricas
- Catapulta
- Balista
- Ariete
- Torre
- Guarnición (captura el pueblo)
- Torre de asedio
- Escala

## Banda sonora
Debido a las buenas críticas que recibió la banda sonora del juego, Pyro Studios decidió comercializar su banda sonora en 2006, tres años después del lanzamiento del juego. El compositor de la obra fue Mateo Pascual, el cual ya había colaborado anteriormente con Pyro Studios. La banda sonora está compuesta por 20 canciones con una duración total de 42'58''. La distribuidora del disco fue Saimel Ediciones.